# Бозе-Ајнштајнов кондензат
Бозе-Ајнштајнов кондензат (енгл. BAC) се сматра петим агрегатним стањем супстанције, поред течности, гасова, чврстог стања и плазме. Бозе-Ајнштајнов кондензат се добија хлађењем врло разређеног гаса бозонских честица до температуре која је веома блиска апсолутној нули (-273,15 °C односно 0К).
Бозе-Ајнштајнов кондензат су теоријски предвидели Сатјендра Бозе и Алберт Ајнштан око 1924/25. године, а први такав систем је експериментално пронађен у разређеним гасовима алкалних атома 1995. године, за шта су физичари Ерик Корнел, Волфганг Кетерле и Карл Виман добили Нобелову награду за физику 2001. године.

## Опис
Бозе-Ајнштајнов кондензат настаје хлађењем гаса изузетно ниске густине (око сто хиљадитог дела густине нормалног ваздуха) до веома ниских температура блиских температури апсолутне нуле. Смањењем температуре атома, смањује се њихова кинетичка енергија. На температури апсолутне нуле, њима не преостаје баш никаква енергија за кретање и они могу да заузимају само најниже енергетско квантно стање. За разлику од фермиона који морају да задовољавају Паулијев принцип искључења, тај принцип се не односи на бозонске честице (као што су атоми, фотони, итд.), те ће се на температури апсолутне нуле сви бозони наћи у потпуно истом квантном стању, где ће се третирати као апсолутно неразлучиве идентичне честице у складу са Бозе-Ајнштајновом статистиком коју бозони као честице задовољавају. Пошто ће се велики број бозона наћи у потпуно истом квантном стању, систем ће испољити макроскопске ефекте.
Услед јединствене особине кондензата, Лен Хау показала је да светлост може бити заустављена или значајно успорена од 17 метара у секунди, што доводи до изузетно вискоког индекса преламања.

## Историја
Бозе је први формулисао идеју о светлосном кванту, који се сада зове фотон, тако што је извео Планков закон квантне радијације без коришћења класичне физике, а након тога ту идеју преузима и Ајнштајн. Ајнштајн је био импресиониран, превео је Бозеов рад са енглеског на немачки језик и објавио га у часопису Zeitschrift für Physik 1924. године. (Веровало се да је Ајнштајнов рукопис био изгубљен, али је пронађен у библиотеци Лајденског универзитета 2005. године.) Ајнштајн је затим проширио Бозеове идеје на материју у два друга чланка. Резултат њихових напора је концепт Бозеовог гаса, у коме важи Бозе-Ајнштајнова статистика, којом се описује статистичка дистрибуција идентичних честица са целобројним спином, сада званим бозони. Бозонима, који обухватају фотон, као и атоме као што је хелијум-4 (4He), дозвољено је да деле квантно стање. Ајнштајн је предложио да би хлађење босонских атома на веома ниску температуру проузроковало да падну (или да се „кондензују”) у најниже доступно квантно стање, што доводи до новог облика материје.
Године 1938. Фриц Лондон предложио је Бозе-Ајнштајнов кондензат као механизам суперфлуидности за 4He и за суперпроводност.
Дана 5. јуна 1995. године, први гасовити кондензат су произвели Ерик Корнел и Карл Виман на Универзитету Колорада у Болдеру у лабораторији NIST–JILA, у гасу атома рубидијума охлађеног на 170 нанокелвина (nK). Убрзо након тога, Волфганг Кетерле са МИТ је демонстрирао важна својства кондензата. За њихова достигнућа Корнел, Виман и Кетерле су добили Нобелову награду за физику 2001. године.
Многи изотопи су ускоро кондензовани, затим молекули, квази-честице и фотони 2010. годинe.